# (73827) Nakanohoshinokai
(73827) Nakanohoshinokai est un astéroïde de la ceinture principale.

## Description
(73827) Nakanohoshinokai est un astéroïde de la ceinture principale. Il fut découvert le 12 janvier 1996 à Kiso par Isao Satō et Masanao Abe. Il présente une orbite caractérisée par un demi-grand axe de 2,67 UA, une excentricité de 0,13 et une inclinaison de 3,2° par rapport à l'écliptique.

## Compléments